# Eulasia eiselti
Eulasia eiselti is een keversoort uit de familie Glaphyridae. De wetenschappelijke naam van de soort is voor het eerst geldig gepubliceerd in 1967 door Petrovitz.